# Івець
Івець (пол. Iwiec) — село в Польщі, у гміні Цекцин Тухольського повіту Куявсько-Поморського воєводства.
Населення — 578 осіб (2011).
У 1975-1998 роках село належало до Бидгощського воєводства.

## Демографія
Демографічна структура станом на 31 березня 2011 року:
|          | Загалом | Допрацездатний вік | Працездатний вік | Постпрацездатний вік |
| -------- | ------- | ------------------ | ---------------- | -------------------- |
| Чоловіки | 304     | 86                 | 200              | 18                   |
| Жінки    | 274     | 63                 | 156              | 55                   |
| Разом    | 578     | 149                | 356              | 73                   |